# Timrå
Timrå este un oraș în Suedia.

## Demografie
| \| Evoluția demografică a zonei urbane Timrå, 1970–2015 \| Evoluția demografică a zonei urbane Timrå, 1970–2015 \| Evoluția demografică a zonei urbane Timrå, 1970–2015 \| Evoluția demografică a zonei urbane Timrå, 1970–2015 \| Evoluția demografică a zonei urbane Timrå, 1970–2015 \| \| --------------------------------------------------------------------------------------- \| ---------------------------------------------------- \| ---------------------------------------------------- \| ---------------------------------------------------- \| ---------------------------------------------------- \| \| An \| \| \| Locuitori \| \| \| 1970 \| 1970 \| \| 11.055 \| 11.055 \| \| 1975 \| 1975 \| \| 11.416 \| 11.416 \| \| 1980 \| 1980 \| \| 11.097 \| 11.097 \| \| 1990 \| 1990 \| \| 10.591 \| 10.591 \| \| 1995 \| 1995 \| \| 10.892 \| 10.892 \| \| 2000 \| 2000 \| \| 10.365 \| 10.365 \| \| 2005 \| 2005 \| \| 10.204 \| 10.204 \| \| 2010 \| 2010 \| \| 10.443 \| 10.443 \| \| 2015 \| 2015 \| \| 10.495 \| 10.495 \| \| Sursa: SCB - Statistika Centralbyrån, Folkmängden per tätort. Vart femte år 1960 - 2016 \| \| \| \| \| |      |  |           |        |
| Evoluția demografică a zonei urbane Timrå, 1970–2015 |      |  |           |        |
| An |      |  | Locuitori |        |
| 1970 | 1970 |  | 11.055    | 11.055 |
| 1975 | 1975 |  | 11.416    | 11.416 |
| 1980 | 1980 |  | 11.097    | 11.097 |
| 1990 | 1990 |  | 10.591    | 10.591 |
| 1995 | 1995 |  | 10.892    | 10.892 |
| 2000 | 2000 |  | 10.365    | 10.365 |
| 2005 | 2005 |  | 10.204    | 10.204 |
| 2010 | 2010 |  | 10.443    | 10.443 |
| 2015 | 2015 |  | 10.495    | 10.495 |
| Sursa: SCB - Statistika Centralbyrån, Folkmängden per tätort. Vart femte år 1960 - 2016 |      |  |           |        |